# Phyllobius maculicornis
Phyllobius maculicornis är en skalbaggsart som beskrevs av Ernst Friedrich Germar 1824. Phyllobius maculicornis ingår i släktet Phyllobius, och familjen vivlar. Arten är reproducerande i Sverige.